# Carl Henrik Clemmensen
Carl Henrik Clemmensen (28 mars 1901 – 30 ou 31 août 1943) est un rédacteur en chef d'un journal danois qui fut assassiné par trois hommes du corps de Schalburg, dont Flemming Helweg-Larsen (en) et Søren Kam.

## Biographie
Clemmensen est né à Copenhague en mars 1901,. Il est le frère cadet de Niels Clemmensen (pianiste et compositeur danois) et fils du journaliste Cand. Phil. Christian Albert Clemmensen et son épouse Fanny, née Greibe.
En plus d'être rédacteur en chef d'un journal, il écrivit une partie du texte de la comédie De tre skolekammerater de 1944.
Le 30 août 1943, Clemmensen injurie le rédacteur en chef de du journal pro-nazi The Fatherland (danois : Fædrelandet) Poul Nordahl-Petersen. Le soir-même ou après minuit, Clemmensen est abattu à Lundtofte, près de l'aérodrome de Lundtofte, touché de huit balles tirées par trois armes différentes,. Son corps est retrouvé le lendemain matin et rapidement identifié.
Le 4 septembre 1943, Clemmensen est enterré au cimetière d'Ordrup. Il laisse dans le deuil deux enfants, sa fille de 13 ans, Mona, et son fils nouveau-né, Peter Winston Clemmensen.

## «L'affaire Clemmensen»
Dès septembre 1943, le journal danois De frie Danske (en) désigne Flemming Helweg-Larsen et Søren Kam du Schalburg Corps comme étant responsables du meurtre.
Après la libération, une enquête policière annonce la participation au meurtre d'un troisième officier SS, Jørgen Valdemar Bitsch. Helweg-Larsen fut jugé et exécuté après la guerre, Bitsch disparut dans la nature et Kam décéda en 2015 sans avoir été jugé dans cette affaire.
En 2004, sort le documentaire Min morfars morder (Le meurtrier de mon grand-père), produit par le petit-fils de Clemmensen, Søren Fauli. Dans celui-ci apparait sa fille Mona et une interview de Søren Kam matérialisé par Fauli.